# La Drôme Classic
La Drôme Classic és una competició ciclista d'un sol dia que es disputa per les carreteres del departament de la Droma (França). La primera edició es disputà el 2014 ja formant part del calendari de l'UCI Europa Tour. El 2020 s'incorpora a la nova categoria UCI ProSeries.

## Palmarès
| Any  | Vencedor            | Segon                      | Tercer                |
| ---- | ------------------- | -------------------------- | --------------------- |
| 2014 | Romain Bardet       | Sébastien Delfosse         | Gianni Meersman       |
| 2015 | Samuel Dumoulin     | Fabio Felline              | Sébastien Delfosse    |
| 2016 | Petr Vakoč          | Jan Bakelants              | Arthur Vichot         |
| 2017 | Sébastien Delfosse  | Arthur Vichot              | Jan Bakelants         |
| 2018 | Lilian Calmejane    | Jhonatan Narváez Prado     | Bob Jungels           |
| 2019 | Alexis Vuillermoz   | Valentin Madouas           | Warren Barguil        |
| 2020 | Simon Clarke        | Warren Barguil             | Vincenzo Nibali       |
| 2021 | Andrea Bagioli      | Daryl Impey                | Mikkel Frølich Honoré |
| 2022 | Jonas Vingegaard    | Guillaume Martin           | Benoît Cosnefroy      |
| 2023 | Anthony Perez       | Rui Alberto Faria da Costa | Andrea Bagioli        |
| 2024 | Marc Hirschi        | Juan Ayuso Pesquera        | Maxim Van Gils        |
| 2025 | Juan Ayuso Pesquera | Mattias Skjelmose          | Ben Tulett            |